# Сулковиці (гміна)
Гміна Сулковиці (пол. Gmina Sułkowice) — місько-сільська гміна у південній Польщі. Належить до Мисленицького повіту Малопольського воєводства.
Станом на 31 грудня 2011 у гміні проживало 14415 осіб.

## Площа
Згідно з даними за 2007 рік площа гміни становила 60.53 км², у тому числі:
- орні землі: 51.00%
- ліси: 36.00%

Таким чином, площа гміни становить 8.99% площі повіту.

## Населення
Станом на 31 грудня 2011:
| Опис     | Загалом | Загалом | Чоловіки | Чоловіки | Жінки | Жінки |
| -------- | ------- | ------- | -------- | -------- | ----- | ----- |
| одиниця  | осіб    | %       | осіб     | %        | осіб  | %     |
| все      | 14415   | 100     | 7124     | 49.42    | 7291  | 50.58 |
| міське   | 6513    | 100     | 3189     | 48.96    | 3324  | 51.04 |
| сільське | 7902    | 100     | 3935     | 49.80    | 3967  | 50.20 |

## Сусідні гміни
Гміна Сулковіце межує з такими гмінами: Будзув, Лянцкорона, Мисьленіце, Пцим, Скавіна.